# Anka Georgiewa
Anka Georgiewa (bulgarisch Анка Георгиева, * 24. November 1959 in Warna als Anka Eftimowa) ist eine ehemalige bulgarische Steuerfrau im Rudern.

## Biografie
Anka Georgiewa wurde zusammen mit Anka Bakowa, Dolores Nakowa, Rossitsa Spassowa und Rumeljana Bontschewa 1978 Weltmeisterin im Doppelvierer. 1979 rückte Mariana Serbesowa für Spassowa und Ani Filipowa für Georgiewa ins Boot. Die Bulgarinnen erkämpften bei den Weltmeisterschaften 1979 in Bled die Silbermedaille hinter dem Boot aus der DDR und vor den Rumäninnen. 1980 kehrte als Steuerfrau Anka Georgiewa unter dem Namen Anka Eftimowa zurück. Mariana Serbesowa, Rumeljana Bontschewa, Dolores Nakowa und Anka Bakowa gewannen mit ihr bei den Olympischen Sommerspielen 1980 den Vorlauf in der Regatta mit dem Doppelvierer vor den Booten aus der Sowjetunion und aus der DDR. Im Finale siegte das Boot aus der DDR vor dem sowjetischen Vierer und den Bulgarinnen, wobei die Bulgarinnen nur 0,78 Sekunden Rückstand auf die Goldmedaille hatten.